# 논쟁

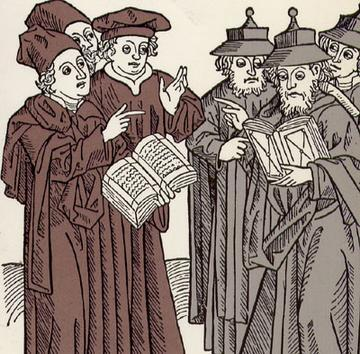
유대교와 기독교 스콜라들 사이의 토론, (1483).

중세의 스콜라 교육 체계에서 토론 disputations (라: disputationes (단)disputatio) 은 신학과 과학에서 진리를 밝히고 수립하기 위해 고안된, 형식화된 논쟁 방법을 제공했다. 그 과정은 확고한 규칙들로 규정되었다. 그 규칙들은 전통적 정전(正殿)에의 의존과 각 국면에 관한 각 논의의 철저한 이해를 요구했다.

## 같이 보기
- 변증법